# 佩托阿
佩托阿（西班牙語：Petoa），是洪都拉斯的城鎮，位於該國西北部，由聖巴巴拉省負責管轄，始建於1791年，面積209.90平方公里，海拔高度258米，2001年人口9,521，人口密度每平方公里45.36人。
15°16′N 88°17′W / 15.267°N 88.283°W